# Mein großer Freund Ben
Mein großer Freund Ben ist ein US-amerikanischer animierter Kurzfilm von Hamilton Luske aus dem Jahr 1953. Er lief im deutschsprachigen Raum auch unter den Titeln Ben und Ich und Amos – die schlaue Maus.

## Handlung
Ein Stadtführer erklärt einer Gruppe vor Benjamin Franklins Denkmal, dass es sich bei ihm um einen der größten Amerikaner handelt. Im Hut des Denkmals, an dessen Hutspitze eine Maus abgebildet ist, berichtet wiederum ein Mausestadtführer einer Gruppe Mäuse, dass es Kirchenmaus Amos war, die eigentlich für Benjamin Franklins Verdienste sorgte. Amos wuchs als ältester Bruder einer ganzen Mäusegeschwisterschar in einer Kirche auf. Im Winter des Jahres 1745 verließ er die Familie und fand in der Buchdrucker- und -binderei von Benjamin Franklin Unterschlupf. Benjamin Franklin, den Amos bald Ben nennen darf, hat große finanzielle Sorgen, da sich sein Poor Richards Almanach schlecht verkauft. Amos regt an, dem Blatt einen besseren Namen zu geben und so wird aus der Zeitung The Pennsylvania Gazette. Amos zieht heimlich durch die Stadt und erfährt so den neusten Klatsch und die größten Skandale, die es ins Blatt schaffen. Ben wird zum Stadtgespräch und hat nebenbei nach Amos’ Vorschlag auch noch einen Ofen gebaut. Weil Ben zudem sowohl in seiner Nah- als auch in seiner Fernbrille die Gläser gesprungen sind, baut ihm Amos aus je einem halben Glas der Brille eine Bifokalbrille, die Ben von da an begeistert trägt.
Bens Experimentierfreudigkeit sorgt jedoch mit der Zeit für Unmut bei Amos, der gelegentlich für kleinere Elektrizitätsexperimente herhalten muss. Nachdem er einmal angedroht hat, Ben zu verlassen, sollte er ihm noch einmal einen Stromschlag verpassen, macht er am Ende ernst: Als Ben ihn in einem Drachen fliegen lässt, um bei einem Gewitter über eine Metallspitze des Gefährts Blitze abzuleiten, wird auch Amos dabei verletzt. Er verlässt Ben, nachdem der die Maus gefragt hat, „ob der Schlag Elektrizität gewesen sei“, und zieht sich zu seiner Familie in die Kirche zurück. Die Jahre vergehen und schließlich ist das Jahr 1776 herangenaht. Von Britannien auferlegte Steuern sorgen für Unmut unter den Amerikanern und Ben wird ausgewählt, den britischen König aufzusuchen und einen Kompromiss auszuhandeln. Die Amerikaner erwarten sehnsüchtig seine Rückkehr und auch Amos ist am Hafen. Er sieht wie alle anderen einen geknickten Ben, der beim König keinen Erfolg hatte. Amos will ihm beistehen, besinnt sich jedoch anders. Er hat ihm noch nicht verziehen. Einige Zeit später erscheint Ben in der Kirche, in der Amos in einem Mauseloch lebt. Er bittet Amos, zu ihm zurückzukommen, und Amos willigt ein, jedoch nur unter Bedingungen, die er schriftlich fixieren will. Ben ist einverstanden und Amos erscheint am nächsten Tag mit einer kleinen Schriftrolle. Ben hat die Forderungen noch nicht gelesen, als Thomas Jefferson erscheint. Er hat eine Rede geschrieben, doch fehlt ihm der Anfang. Ben beginnt, Amos’ Forderungenliste zu lesen, die mit den Worten „When in the course of human events, it becomes necessary …“ beginnt. Jefferson ist begeistert, hat er nun doch den Anfang seiner Rede gefunden. Jeffersons Rede wird ein großer Erfolg und mündet in die Declaration of Independence. So hat Amos auch an diesem Ereignis amerikanischer Geschichte einen kleinen Anteil. Der Mäusestadtführer und der Stadtführer beenden vor ihrem jeweiligen Publikum ihre Rede über die Bedeutung von Benjamin Franklin beziehungsweise die Maus Amos.

## Produktion
Mein großer Freund Ben beruht auf dem Buch Ben and Me: A New and Astonishing Life of Benjamin Franklin As Written by His Good Mouse Amos von Robert Lawson aus dem Jahr 1939. Die Animation stammt unter anderem von Les Clark, Ollie Johnston und Wolfgang Reitherman. Es war der erste Disney-Film, der von Buena Vista Distribution vertrieben wurde. Er erschien am 10. November 1953.

## Synchronisation
| Rolle             | Originalsprecher  | Deutsche Sprecher   |
| ----------------- | ----------------- | ------------------- |
| Amos              | Sterling Holloway | Wolfgang Spier      |
| Benjamin Franklin | Charles Ruggles   | Walther Suessenguth |
| Thomas Jefferson  | Hans Conried      | Paul Edwin Roth     |
| Gouverneur Keith  | Bill Thompson     |                     |

## Auszeichnungen
Mein großer Freund Ben wurde 1954 für einen Oscar in der Kategorie „Bester Kurzfilm (zwei Filmrollen)“ nominiert, konnte sich jedoch nicht gegen Im Lande der Bären durchsetzen.